# Governador Dix Sept Rosado
Governador Dix Sept Rosado är en ort i Brasilien.   Den ligger i kommunen Governador Dix-Sept Rosado och delstaten Rio Grande do Norte, i den östra delen av landet, 1 600 km nordost om huvudstaden Brasília. Governador Dix Sept Rosado ligger 35 meter över havet och antalet invånare är 6 626.
Terrängen runt Governador Dix Sept Rosado är huvudsakligen platt. Governador Dix Sept Rosado ligger nere i en dal. Runt Governador Dix Sept Rosado är det glesbefolkat, med 11 invånare per kvadratkilometer.. Det finns inga andra samhällen i närheten.
Omgivningarna runt Governador Dix Sept Rosado är huvudsakligen savann.